# 金子史朗
金子 史朗（かねこ しろう、1929年 - ）は、日本のサイエンスライター。
東京農業大学、日本大学など非常勤。The Planetary Society, AAAS（アメリカ科学振興協会）、ニューヨーク科学アカデミーなどの会員。
歴史学者の金子民雄は弟。

## 来歴
東京生まれ。東京文理大（現筑波大学）地学科卒、同大研究科4修。東京都立立川高等学校教員を経て、サイエンスライターへ転身。

## 著書
- 『構造地形学』古今書院 1967
- 『地形図説』全2巻 古今書院 1972
- 『アトランティス大陸の謎』講談社現代新書 1973
- 新版 『アトランティス 失われた大陸の謎』講談社文庫 1984
- 『世界の大災害 怒れる地球』三省堂新書 1974。改訂新版・中公文庫 1988
- 『ノアの大洪水 伝説の謎を解く』講談社現代新書 1975
- 『地形をさぐる』古今書院 1976
- 『ムー大陸の謎』講談社現代新書 1977
- 『活断層 地震の謎をさぐる』講談社現代新書 1979
- 新版 『活断層と地震』 中公文庫 1995
- 『聖書の奇跡 その謎をさぐる』講談社現代新書 1980
- 『アトランティス 失われた楽園伝説』胡桃書房 1982
- 新版『アトランティスが滅んだ日』朝日文庫 1993
- 『旧約聖書とエーゲ海の大異変』胡桃書房 1983
- 改訂新版『ソドムとゴモラの滅んだ日 旧約聖書の謎』中公文庫 1997
- 『世界災害物語 自然のカタストロフィ』全3巻　胡桃書房 1983
- 『ボロブドールの滅んだ日 インドネシアの古代遺跡』金子民雄共著 胡桃書房 1984
- 『ポンペイの滅んだ日 ベスビオをめぐるジオドラマ』原書房　1988、中公文庫 1995、東洋書林 2001
- 『レバノン杉のたどった道 地中海文明からのメッセージ』原書房 1990
- 『ロストワールド・科学の旅 ギアナ高地からパンゲアへ』講談社ブルーバックス 1990
- 『アルゴー号の冒険とトロイア戦争』原書房 1991
- 『地球大災害』古今書院 1991
- 『人類の絶滅する日 ある日突然、星が墜ちて』原書房 1993
- 『科学が明かす古代文明の謎』中央公論社 1998
- 『火山大災害』古今書院 2000
- 『聖書の奇跡と謎 次々と実証される旧約聖書の世界』講談社ソフィアブックス 2000
- 『古代文明はなぜ滅んだか』中央公論新社 2001
- 『ポンペイの滅んだ日』東洋書林 2001
- 『巨大隕石が降る 地球の危機』中央公論新社 2002

## 学術雑誌関係
表記は発表年 テーマ 発表雑誌名 巻、号、頁
- 1955 盛岡断層群について 地理学評論、28巻、4号、p.192-195
- 1955 相模湖周辺の断層・節理と地形 同上、28巻、9号
- 1955 扇山衝上断層について 同上、28巻、10号
- 1956 東京都五日市第三系の地質構造 地質学雑誌、61巻、10号
- 1956 層内断層の2・3の考察 同上、62巻、735号
- 1956 後立山連峯北部の非対称山稜 地理学評論、29巻、8号
- 1957 破砕帯の形成に関する予察 同上、30巻、8号
- 1957 風化泥岩の節理 地質学雑誌、63巻、746号
- 1957 関東ロームの節理 同上、63巻
- 1957 青木湖（長野県）周辺の新期断層 同上、63巻
- 1957 割れ目の生成順位について 同上、68巻
- 1958 多摩丘陵西辺部と古相模川との関係 地理学評論、31巻、8号
- 1958 斜交層理の考察 地質学雑誌、64巻、730号
- 1959 多摩川中流における小型断層群の形成機構 同上、65巻、4号
- 1959 桂川谷、四方津付近の割れ目地質 同上、65巻
- 1960 多摩川中流地域におけるFractureの研究 同上、66巻、773号（日本地質学会研究奨励賞）
- 1960 相模湖付近の第三系のFracture 同上、66巻、775号
- 1960 チャートの堆積形態と変形 同上、66巻、780号
- 1960 堆積斜面の方向の推定 同上、66巻、781号
- 1965 神奈川県河内川、酒匂川沿岸水系砂防調査報告書、神奈川県土木部砂防課、昭和40年度
- 1967 房総半島の地震断層について 地理、138号、p.71-75

地理学評論（日本地理学会）、地質学雑誌（日本地質学会）
共著（担当分、p.-p）
- 1973 南関東のネオテクトニクス・ノート関東大地震50周年記念論文集（p.134以下を執筆） 地震研究所
- 1974 1974年伊豆半島沖地震断層とくに活断層および小構造との関係 地震研究所 速報v.14（p.173以下）
- 1975 大分県中・西部の構造地形と大分県中部地震 地震研究所彙報（p.333-338及び付図4枚）
- 1975 琵琶湖周辺の活断層系 地震研究所彙報v.50（p.93-103、p.98以下及び付図8枚）
- 1975 南関東における活断層の分布 自然災害資料解析2（p.79-83）
- 1976 南関東における活断層・断裂構造とネオテクトニクス 自然災害資料解析3（p.31-37）
- 1987 地震の事典（共） 地震に伴う自然現象（第7章） p.285-304
- 1962 Tectonic Morphology surrounding Katsura valley districts 北海道大学提出学位請求論文
- 1964 Tectonic Relief in South Kanto, Japan. Trans, Roy. Soc. New Zealand. Geology No.13. 187-204 Plate2
- 1966 Transcurrent Displacement along the Mediam Line, South-western JAPAN. Ner Zealand. Geol. Geophy. 9巻 45-59
- 1966 Rising Promontories Associated with a Subsiding Coast and Sea-floor in South-western JAPAN. Trans. Roy. Soc. New Zealand. Geology No.11 221-228
- 1969 Right-Lateral Faulting in Miura Peninsula, South of Tokyo, JAPAN. J. Geol. Soc. JAPAN. v.75 197-206
- 1970 Transcurrent Buckling and Some Notes on Neotectonics in TAIWAN(FORMOSA). ibid. v.76 215-222
- 1970 Deformation of Hakone Volcano, South-west of Tokyo, JAPAN. ibid. v.78 247-257 pl.2
- 1971 Neotectonics of Oiso Hills and Contiguous Districts in South Kanto, JAPAN. ibid. v.77 345-356
- 1972 Some Remarks on the Strike-slip Faulting in Miura Paninsula and Sagami Bay Area, South Kanto, JAPAN ibid. v.78 203-212
- 1989 Morphotectonics of South Kyushu, JAPAN
Pathways in Geology Essays in Honour of Edwin Sherbon Hills. (R.W. Le Maitre. Edition-in-Chief.) Melbourne 304-322
- 1972 未公表
Moat-like Topography surrounding Cheju(SAI-Shu) Island, East China sea（地質学会より却下）

その他
- 1992 The Charels Darwin Associates of the New York Academy of Sciences.
- 1997 Who's who in the World, USA;Marquis Who's Who.
- 2001 International Scientist of the Year 2001 (Cambridge, England).

## その他／雑誌の紹介・書評・抄訳
発表年 テーマ 発表雑誌名 巻、号、頁
- 1956 トランスという地名 雑誌「地図の友」 1956
- 1957 北上平原と早池峯山の残丘 地理 vol.2-11 扉絵
- 1957 笛吹川源流雁峠地理 vol.2-11 扉絵
- 1957 レンチ・フオルト（横ずれ断層について） 抄訳 地理学評論 vol.30-4 p.330-333
- 1958 十国峠より熱海峠 地理 vol.1扉絵
- 1960 六角形の話 雑誌「地図の友」 1960
- 1962 A.ウェゲナー「大陸と海洋の起源」 地理 1962-10
- 1962 小川琢治/著「地質現象之新解釈」 地理 vol.7-7 p.44-45
- 1963 ベニスの憂愁－水とたたかう都 日新ニュース（海上保険） vol.255 p.14-19
- 1964 昭和新山 雑誌「地図の友」 1964-9
- 1964 三陸海岸 雑誌「地図の友」 1964-4・5
- 1965 ヴォルカノ・テクトニック・ベーズン（雫石盆地） 地理 vol.10-12 扉絵
- 1965 風化作用 雑誌「地図の友」 1965-2
- 1965 Tip-and-run raid 雑誌「地図の友」 1965-1
- 1967 房総半島の地震断層について 地理 vol.13-8 p.71-75
- 1967 構造地形学からみた日本の山地 地理 vol.12 p.34-38
- 1968 関東大地震をめぐって－海からのメッセージ－大地が放出するシグナル 世界日報 1968.9.6
- 1968 世界の活動断層 地理 vol.13-11 p.71-75
- 1968 三浦半島南部の断層地形 地理 vol.13 p.62-65
- 1968 地殻を調べる新しい視点 高校資料（三省堂） 理科 1968-12 p.1-4
- 1968 長野県犀川中流の地形 地理 vol.13 p.71-73
- 1968 中央構造線は生きている－日本最大の断層を展望する（写真） 科学朝日 1968-7 p.89-93
- 1969 フォッサ・マグナ 地理 vol.14-1 p.114-117
- 1969 地球科学における変革－J.T.Wilson 抄訳 地理 vol.14 p.91-95
- 1970 ニュージーランドにおける活断層の研究（グランドテイラー） 抄訳 地理 vol.15 p.70-75
- 1971 関東地方のテクトニクス 地理 vol.16-2 p.32-37
- 1972 崩されたアトランティス伝説（1,2） 地理 論説
- 1972 ニュージーランド・アルプス 地理 vol.17-8 p.28-73
- 1973 火山と広域応力場 地理 vol.18-9 p.95-103
- 1973 アトランティス大陸の謎－わが著書を語る 出版ニュース
- 1973 海洋開発展によせて 地理 vol.18-2 p.68-74
- 1974 伊豆と三浦半島の活断層 板ガラスと新時代 No.35 p.21-24
- 1975 没楽園－海その不思議なもの（8） エッセー（読売新聞） 1975.8.5
- 1975 深海からの証言 予防時報 1975-103 p.6-7
- 1975 （共）南関東における活断層の分布 自然災害資料解析 vol.2 p.77-83
- 1975 活断層への道 地理 vol.20 p.121-126
- 1976 石森氏の神話・伝説のロマンに酔う（解説） 『ギルガメシュ』竹書房 vol.2
- 1976 洪水伝承とその科学 野性時代（角川書店） 2号 p.136-150
- 1976 消えた洪水伝承 野性時代（角川書店） 4号 p.20-21
- 1976 プレート・テクトニクスからみた鹿児島湾地溝 地理 vol.21-12 p.74-81
- 1976 地震の話（連載） 伊豆新聞・熱海版 1976.9.3-5
- 1977 プレートが生む世界の噴火口 科学朝日 1977-11 p.58-63
- 1977 氷河期が来たら君は？ 1977.2 エニグマ 創刊号 vol.1-2
- 1977 氷河時代は来るのか 文芸春秋 vol.55-4 p.310-316
- 1977 丹那断層ノート 地理 vol.22-7 写真9ページ
- 1978 伊豆大島近海地震を考える 科学アサヒ vol.30
- 1978 活断層の知識生かせ 読売新聞 1978.1.28
- 1978 巨大地すべり跡か－駿河湾の海底 地理 vol.22-2 p.126-128
- 1978 伊豆・達磨火山と駿河湾 地理 vol.23-5 p.128-132
- 1978 瓜生島の別府地溝帯 地理 vol.22-3 p.112-117
- 1979 謎のムー大陸と大地震 Securiety誌 1979-2号 p.13-16
- 1979 大地にのみこまれたソドムとゴモラの町 科学朝日 vol.39 p.136-140
- 1980 エリコの奇跡－旧約聖書の周辺 講談社「本」 p.34-39
- 1980 1980年地震予知研究 シンポジウムの印象 地理 vol.25-10 p.123-126
- 1980 古代エブラ王国の発見 学鐙（丸善） vol.77-3 p.16-19
- 1980 よみがえった古代エブラ王国 地理 vol.25-7 p.86-93
- 1981 プラトンと旧約聖書の間 世界日報 1981.7.24
- 1981 歴史に見る普賢岳噴火の教訓 宗教新聞 社説 1981.2.3
- 1981 3700年前のミノア世界－地震と人身御供 世界日報 1981.12.16
- 1982 失われた楽園－アトランティス View誌 1982.7.15
- 1982 多摩府立貳中－都立立川高等学校80年の歩み（連載） 105-113号
- 1982 ミノア文明の人身御供 「本」 1982-4
- 1982 トール・ヘイエルダールの探検 学鐙（丸善） vol.79-8 p.18-23
- 1982 地震とミノア文明 予防時報 129号 p.10-11
- 1983 ヘルクラネウム－灰砂の下から 「本」 1983-7 p.28-31
- 1983 藤田和夫/著「日本の山地地形論」 科学朝日 書評 1983-8 p.105-106
- 1983 世界災害史から学ぶ Securiety誌 31号（第一回）
- 1984 地震列島はいま-長野県西部地震の構造的背景 科学サロン（東海大学出版会） vol.8
- 1984 南北に裂けて拡がる九州 科学朝日 1984-4 p.107-112
- 1984 揺れる日本列島－長野県西部地震の背景を探る 科学朝日 1984-12 p.78-82
- 1984 アトランティス－一夜にして消滅した伝説の大陸in「失われた大陸の謎」 歴史読本 vol.29
- 1984 長野県西部地震災害 緊急レポート 地理 vol.29 p.11-18
- 1984 大地を揺るがすポセイドン 学鐙（丸善） vol.86-6 p.28-31
- 1984 1984年春の地質学会から 地理 vol.29-11 p.127-135
- 1984 語らざる孤島－イースター島 クオーク（講談社、連載） 1984-10 p.23-35
- 1985 長野県西部地震ノート 予防時報 1985-140
- 1985 アトランティスの旅 Euro-Japanese Association Hello 1985.6.15 No.108-4
- 1985 バラード「知られざる地球－貴重な迫力ある写真と地質学者の解説」 福武書店 書評 vol.58A No.6 p.400-401
- 1985 メキシコ地震の背景－海溝型巨大地震 地理 vol.30-12 p.74-82
- 1985 ポリネシアの洪水伝説 歴史読本 1985-8 p.256-257
- 1985 アフリカの旱魃 Securiety誌 39号
- 1985 地図の風景－日本の山、東日本編 そしえて書店
星降る夜の冒険（岩手山）
不沈空母の司令塔（早池峰山）
山がそこにあるだけでは登れない（大山）
海風と火山弾と（大室山）
相模灘の灯台（三原山）
- 1985 グランド・キャニオン コロラド川の超巨大彫刻 クオーク 1985-5 p.22-32
- 1985 トルコの怪洞窟 クオーク 1985-6 p.22-35
- 1985 ナイアガラ－世界で一番有名な滝 クオーク 1985-7 p.23-35
- 1986 埋もれたアルメロ（コロンビアの火山山麓の町） 歴史読本 1986-2 p.184-185
- 1986 熱雲と泥流と Securiety誌 41号
- 1986 黄河の洪水 Securiety誌 43号
- 1986 インダス文明の衰亡を追う Securiety誌 42号
- 1986 天変地異をめぐってｰ自然界のカタストロフィ 科学サロン（東海大学出版会） vol.10-3 p.8-16
- 1986 火山泥流の2つのタイプ－ネバドデル・ルイスとジャワ・ケルート 地理 p.31-35
- 1986 別府湾の瓜生島埋没伝説 歴史読本 1986-4 p.246-247
- 1986 カメルーン火山災害の背景 地理 vol.31-12 p.68-71
- 1986 神奈川県武蔵国北多摩郡砂川村 地図ニュース 1986-10 p.14-18
- 1986 インダス文明が滅亡した原因は何か 歴史読本－今月の世界史 1986-12
- 1986 ポンペイ－生きている博物館 歴史読本 1986-7 p.246-247
- 1986 フィヨルド ヴァイキングの故郷 クオーク 1986-2 p.21-33
- 1986 大噴火 世界の火山ウォッチング クオーク 1986-3 p.20-33
- 1986 国立公園でみるアメリカ（成立の歴史的背景） クオーク 1986-5 p.18-31
- 1986 グレート・ブリテン（国土の生い立ちと環境） クオーク 1986-6 p.19-33
- 1986 イグアスの滝（パラグアイ、ブラジル国境の巨大瀑布の成因） クオーク 1986-12 p.69-73
- 1987 菊地万寿雄/著「日本の歴史災害」 図書新聞 書評 1987.2.21
- 1987 地球の歴史の見直し 最近の話題から 地理 vol.32 p.84-87
- 1987 ヒト（Homo sapiens）の驕り 学鐙（丸善） vol.94 p.30-35
- 1987 沈黙の証言－樹木は語る Securiety誌 1987-7 p.42-46
- 1987 歴史に拾った火山ガス事件 予防時報 148号 p.8-9
- 1987 地球号「SOS」 Securiety誌 44号
- 1987 世界の自然シリーズ 12回分 著書 イラストと解説 コペル21
- 1987 第五海洋丸還らず Securiety誌 47号
- 1987 伊豆大島噴火に思う Securiety誌 45号
- 1987 ポンペイ－古代ローマのタイムカプセル（初めての貴重な空撮） クオーク 1987-3 p.19-31
- 1987 ミステリアスの桂林（石灰岩の魔法の演出） クオーク 1987-7 p.18-31
- 1988 ジョン・ノーブル・ウィルフォード「地図を作った人びと」 世界日報 書評 1988.7.4
- 1988 銭 鋼/著「唐山大地震」 図書新聞 書評 1989.1.14
- 1988 大陸を揺るがす地震 Securiety誌 48号
- 1988 力武常次/著「日本危難地帯」地震と津波 図書新聞 書評 1988.10.8
- 1988 いまなぜ富士山か？ 「啓林」 No.235 3号
- 1988 海からのメッセージ 関東大地震をめぐって 世界日報 1988.9.6
- 1988 歴史の舞台で思うこと 学鐙（丸善） vol.85-4 p.30-33
- 1989 超古代文明 アトランティス＆ムー 小学6年の科学 vol.34-9
- 1989 泰山鳴動す Securiety誌 55号
- 1989 世界的現象 氷河と海 歴史読本 vol.34-9
- 1990 グザヴィエ・ピション「極限への航海」航海日誌というドラマ 図書新聞 書評 1990.10.6
- 1990 航海日誌というドラマ（プレートテクトニクス生みの親ル・ピションの記録） 図書新聞 書評 1990.10.6
- 1990 ニュージーランド　南半球のジパング クオーク 1990 p.19-30
- 1990 エアーズ・ロックの奇跡（オーストラリアの自然景観） クオーク 1990-2 p.82-93
- 1990 モニュメント・バレーは手品師 クオーク 1990-5 p.82-93
- 1990 イグアスの滝は「悪魔のノド」 クオーク 1990-7 p.82-93
- 1991 歴史を変えた前15世紀のサントリーニ噴火 Communication No.30 p.1225
- 1991 ナバホ砂岩の大洪水伝説（アメリカ・ロッキー山脈の成因） クオーク 1991-3 p.82
- 1991 異次元空間の島 ニュージーランド クオーク 1991 p.81-93
- 1991 死海は海面下400メートル（大地溝帯の姿） クオーク 1991-3 p.81-93
- 1991 マッキンレーは火山のバージン クオーク 1991-4 p.81-93
- 1991 グレイト・バリアリーフの驚異 クオーク 1991-8 p.88-97
- 1992 衰退したイースター島文化－未来モデル 世界日報 1992.12.16
- 1992 シュメールin「世界謎の超古代史」 別冊歴史読本 世界謎シリーズ vol.17-12 p.134-143
- 1992 イースター島沈黙の巨像 クオーク 1992-8 p.82-93
- 1993 1992年フローレス島沖地震の背景 地理 vol.38-2 p.85-91
- 1993 南太平洋巨石人像モヤイの謎 クオーク 1993-6 p.81-91
- 1993 いまは太平の間氷期、やがて襲うか氷期の波 科学朝日 vol.53-8
- 1994 人類揺籃の地-リフト・ヴァレーは萎んだ 学鐙（丸善） vol.95 p.16-19
- 1995 アトランティス最後の日 クオーク誌 1995-5 p.68-77
- 1995 聖書の奇蹟を科学する 歴史読本（新人物往来社）聖書の謎百科 p.380-388
- 1995 地震で現れた古代都市－キプロス島コーリオンの悲劇（写真と解説） クオーク 1995-2 p.68-77
- 1995 活断層夜話（特集・地震災害の軽減を考える） 地理 vol.40-4
- 1996 エブラ帝国の発見 歴史読本 vol.17-21 p.126-133
- 1996 失われた大陸全調査 歴史読本 vol.17 p.355-371
- 1996 火山灰に埋もれた都市の謎－よみがえる古代文明の謎 歴史読本 5号 p.44-53
- 1997 流星光底長蛇を逸す 学鐙（丸善） vol.93-8,1 p.22-27
- 1998 ハンニバルのアルプス越えとカルタゴ象 学鐙（丸善） vol.95-7 p.26-31
- 1998 地震と共存することの運命－阪神大震災（外岡秀俊/著） 図書新聞 書評 2381号
- 1998 ペルシア戦争とデルフォイの神託 学鐙（丸善） vol.95-12
- 1999 地震関係古書談義 地震ジャーナル 28号
- 2000 地中海地域の古地震カタログ 地震ジャーナル 29号 p.64-70
- 2000 砂塵アッカド帝国とエジプト古王国崩壊をもたらしたダスト・ボウル サイアス（Sclas） 朝日新聞 2000-8 p.82-85
- 2004 モーセの奇蹟を現出させたサントリーニ火山の大噴火「世界に拡がるユダヤ・聖書伝説」 歴史読本 vol.29-8 p.44-51
- 2004 ノアの洪水 ユダヤの聖書伝説 歴史読本 vol.29-8 p.36-43

## 参考ウェブサイト
- Amazon.co.jp：金子史朗作品一覧[要文献特定詳細情報]
- 紀伊國屋書店[要文献特定詳細情報]
- 読者メーター：金子史朗おすすめランキング[要文献特定詳細情報]